# Peter Tazelaar
Peter Tazelaar, né le 5 mai 1920 à Fort de Kock (en) (Bukittinggi) et mort le 6 juin 1993 à Hindeloopen, est un résistant néerlandais pendant la Seconde Guerre mondiale. Il a travaillé comme agent pour le SOE (SOE).
Après la guerre, il a servi dans les Indes orientales néerlandaises, avant de retourner en Europe pour travailler derrière le rideau de fer en Europe de l'Est pour les États-Unis.
Il serait l'une des inspirations de la série du personnage James Bond d'Ian Fleming,.